# Safa Saidani
Safa Saidani, née le 26 mai 1990 à Bizerte, est une joueuse de tennis de table tunisienne.
Championne de Tunisie en simple, en double seniors filles avec Raouia Ben Ameur et en double mixte avec Mohamed Dhaouadi en 2015, elle détient ainsi trois titres de championne de Tunisie. 
Classée 440e au niveau mondial en janvier 2016, elle se qualifie pour les Jeux olympiques d'été de 2016. Bien qu'ayant pu se qualifier pour les Jeux olympiques d'été de 2008, son intégration à la délégation a été refusée par le Comité national olympique tunisien.

## Palmarès
- Championnats de Tunisie en simple : 2015
- Championnats de Tunisie en double seniors filles : 2015
- Championnats de Tunisie en double mixte : 2015
- Coupe arabe de tennis de table : 2015
- Médaillée de bronze par équipe aux Jeux africains de 2019